# Anticlaudianus

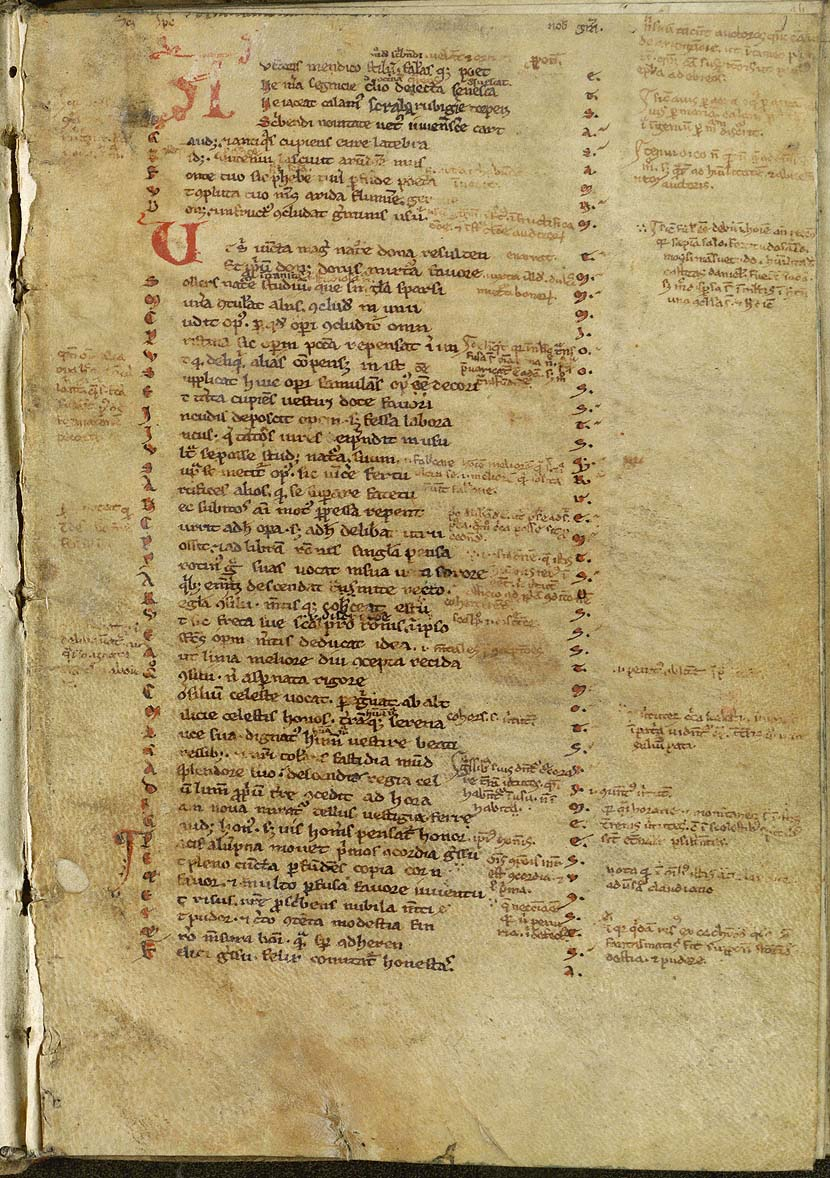
Prima pagina del poema proveniente da un manoscritto medievale

Anticlaudianus è un poema in versi di Alano di Lilla.
L’opera, il cui titolo integrale è Anticlaudianus de Antirufino, è intitolata polemicamente al poeta latino tardoantico Claudiano in riferimento a una sua invettiva.
È l’opera più importante di Alano per valore letterario e influenza, che esercitò anche su Dante Alighieri.

## Contenuto
Protagonista del poema è la Natura, che delibera la formazione dell'uomo perfetto, ovvero colui che potrà combattere i vizi. Natura chiede dunque a Dio la sua anima, inviandosi la Prudenza, messaggera del coro delle Virtù. È un viaggio per i sette cieli sul carro dei Sensi, per il firmamento con la guida della Teologia, all'empireo con la guida della Fede; e da ultimo ha luogo un rapimento estatico.
Alano indica come l’uomo, abbandonati i vizi che gli sono propri, in particolare quelli di carattere sessuale, possa elevarsi a Dio attraverso la via della conoscenza. Essa è rappresentata allegoricamente da un carro, simbolo delle arti, trainato da cavalli, simbolo dei sensi. Si tratta di una concezione di ascendenza platonica e che si inserisce nel filone della scuola di Chartres, la quale propone di integrare fede e ragione.
Struttura
L’opera è divisa in 9 libri, per un totale di 4350-4351 versi.
Modelli
L’Anticlaudiano ha come modelli Marziano Capella del De Nuptiis Mercurii et Philologiae e Bernardo Silvestre della Cosmografia, mentre di Severino Boezio alcuni opuscoli minori, come il De arithmetica. L’ultima parte, sulla battaglia tra Vizi e Virtù, è ispirata alla Psicomachia di Prudenzio.
Tradizione manoscritta
De Lage enumera più di cento manoscritti, ma Bossuat ne aggiunge altri.

### Edizioni
- R. Bossuat, Alain de Lille, Anticlaudianus, J. Vrin, Parigi 1955
- E. Bossard, Alani de Insulis Anticlaudianus, cum Divina Dantis Alighieri comoedia collatus, Angers 1885
- M. Sannelli, Anticlaudianus, La Finestra editrice, Trento 2004
  - Patrologia Latina 210, Anticlaudianus, pp.482-576
  - T.H. Wright, Satirical poets of the XIIth Century, 2, Londra 1872

### Traduzioni
- C. Chiurco, Il viaggio della saggezza. Anticlaudianus. Discorso sulla sfera intelligibile, Bompiani, Milano 2004
- J. J. Sheridan, Anticlaudianus or The good and perfect Man. Translation and commentmy, Toronto, 1973

### Studi
- A. Bartola, Filosofia, teologia, poesia nel De planctu Naturae e nell’Anticlaudianus di Alano di Lilla, Aevum 62, 1988, pp.228-258
- D. Cornet, Les commentaires de l'Anticlaudianus de A. de Lille. Thèses... à l' École des Chartes, Parigi 1945, pp.76-81
- R. De Lage, Alain de Lille, CUP, New York 1951
- C. Leonardi, ‘Novus homo’ in Alano di Lilla, in “Gli umanesimi medievali. Atti del II congresso dell’Internationales Mittellateinerkomitee”, Firenze, 1998, pp.231-238
- P. Ochsenbein, Studien zum Anticlaudianus des Alanus ab Insulis, Francoforte, 1975
- C. Vasoli, Le idee filosofiche di Alano di Lilla nel De planctu e nell'Anticlaudianus, in “Giornale Critico Della Filosofia Italiana” 15, 1961, p.462